# Kryptosporydioza
Kryptosporydioza (łac., ang. cryptosporidiosis) – choroba pasożytnicza zajmująca jelita ssaków (w tym człowieka), wywoływana przez wewnątrzkomórkowego pasożyta Cryptosporidium parvum.
Choroba szerzy się drogą fekalno-oralną, poprzez jamę ustną, ale możliwe jest także zarażenie drogą inhalacyjną, szczególnie u dzieci. Głównym objawem u ludzi ze sprawnym układem odpornościowym jest samoograniczająca się biegunka, występuje też podwyższona nieznacznie temperatura ciała, oraz wymioty. W wypadku dłuższego nieleczenia może spowodować utratę masy ciała. Postać oddechowa objawia się podwyższoną do ok. 39 stopni temperaturą, mogą wystąpić duszności, oraz kaszel. U osób z upośledzoną odpornością, np. chorych na AIDS, lub leczonych immunosupresyjnie zakażenie może być długotrwałe i zagrażające życiu. Kryptosporydiozę wykryto dopiero w 1976, pomimo tego, że jest to jedna z najczęstszych na świecie chorób przenoszonych wraz z wodą.
Głównym wektorem zakażenia są gołębie i ich odchody.

## Objawy
Okres wylęgania choroby wynosi 3–12 dni. Oprócz wodnistej biegunki często występują dolegliwości brzuszne oraz niska gorączka. Niektóre osoby nie mają objawów, lecz są zakażone. Po ustąpieniu objawów zakaźność utrzymuje się przez kilka tygodni.

## Leczenie
U większości osób z prawidłową odpornością choroba trwa około 10 dni i jest samoograniczająca. Wymaga uzupełniania wody i elektrolitów. U chorych na AIDS należy zoptymalizować leczenie przeciwwirusowe.